# Renault Nerva Grand Sport
La Nerva Grand Sport est une automobile fabriquée par Renault de 1935 à 1938.
Les lignes aérodynamiques de la Nerva Grand Sport -type ABM3- sont inspirées de l'avion Rafale qui remporta la coupe Deutsch de la Meurthe.
Une version spéciale sera construite pour le président de la République française en 1938.

## Types
- ABM3 (1935)
- ABM5 (1936)
- ABM7 (1937-1938)[2]